# Armia słowacka w czasie II wojny światowej

Flaga wojenna Pierwszej Republiki Słowackiej

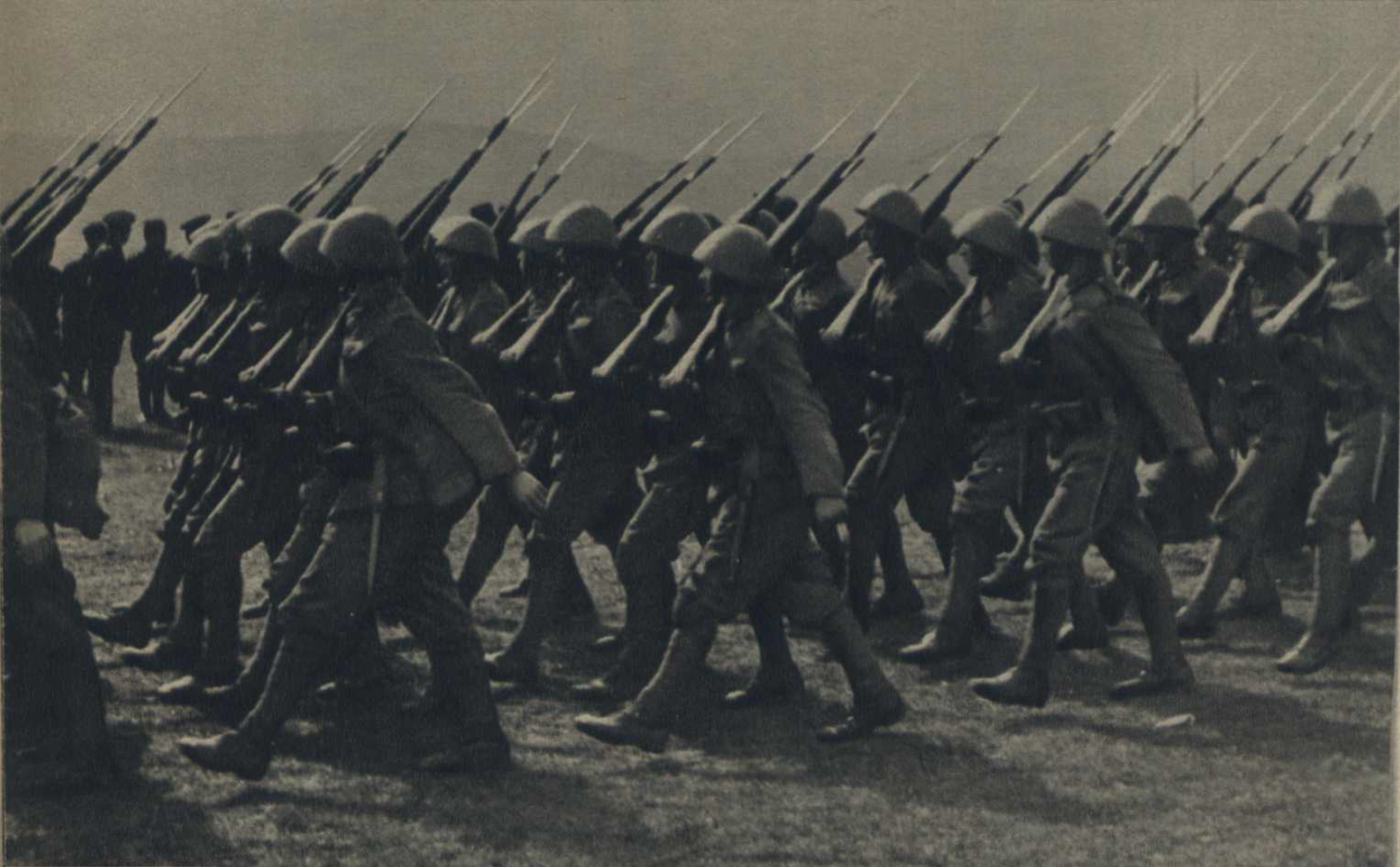
Parada armii słowackiej w Spiskim Podgrodziu (1939)

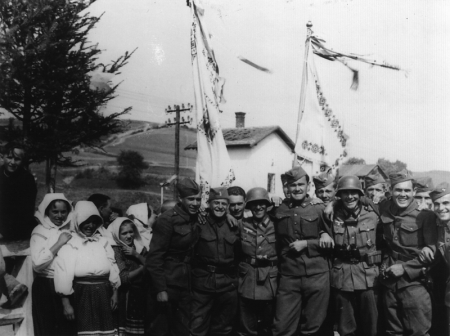
Słowacko-niemieckie braterstwo broni w Komańczy podczas kampanii wrześniowej (1939)

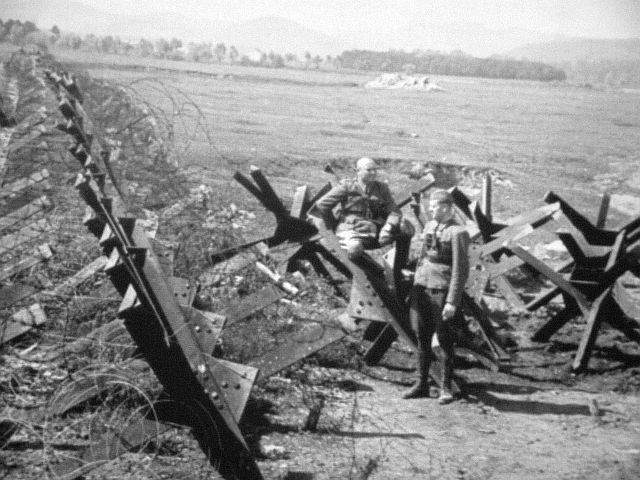
Słowaccy wojskowi w Sanoku na jeżach przeciwpancernych linii Mołotowa w lipcu 1941 roku

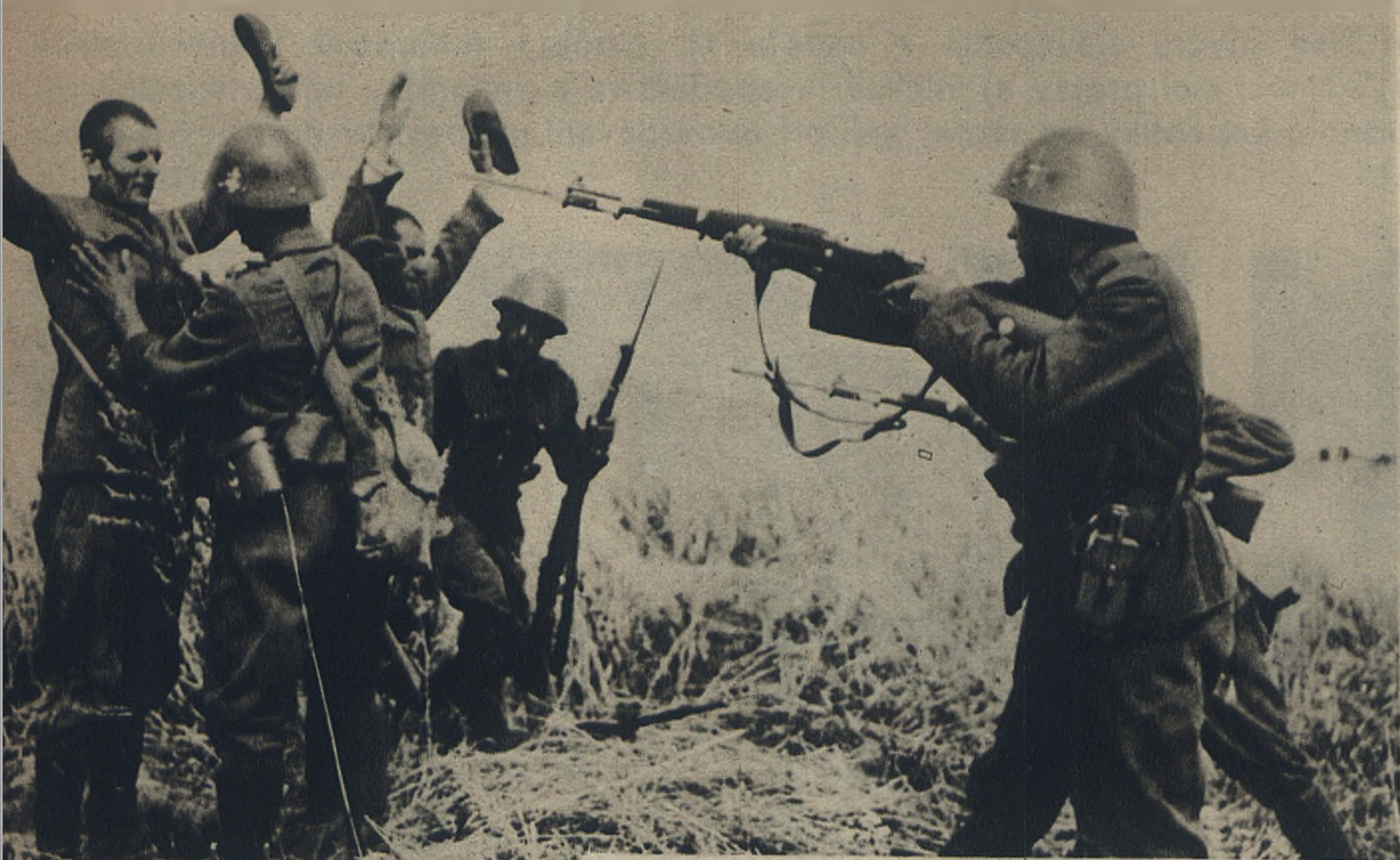
Słowaccy żołnierze biorący do niewoli żołnierzy Armii Czerwonej

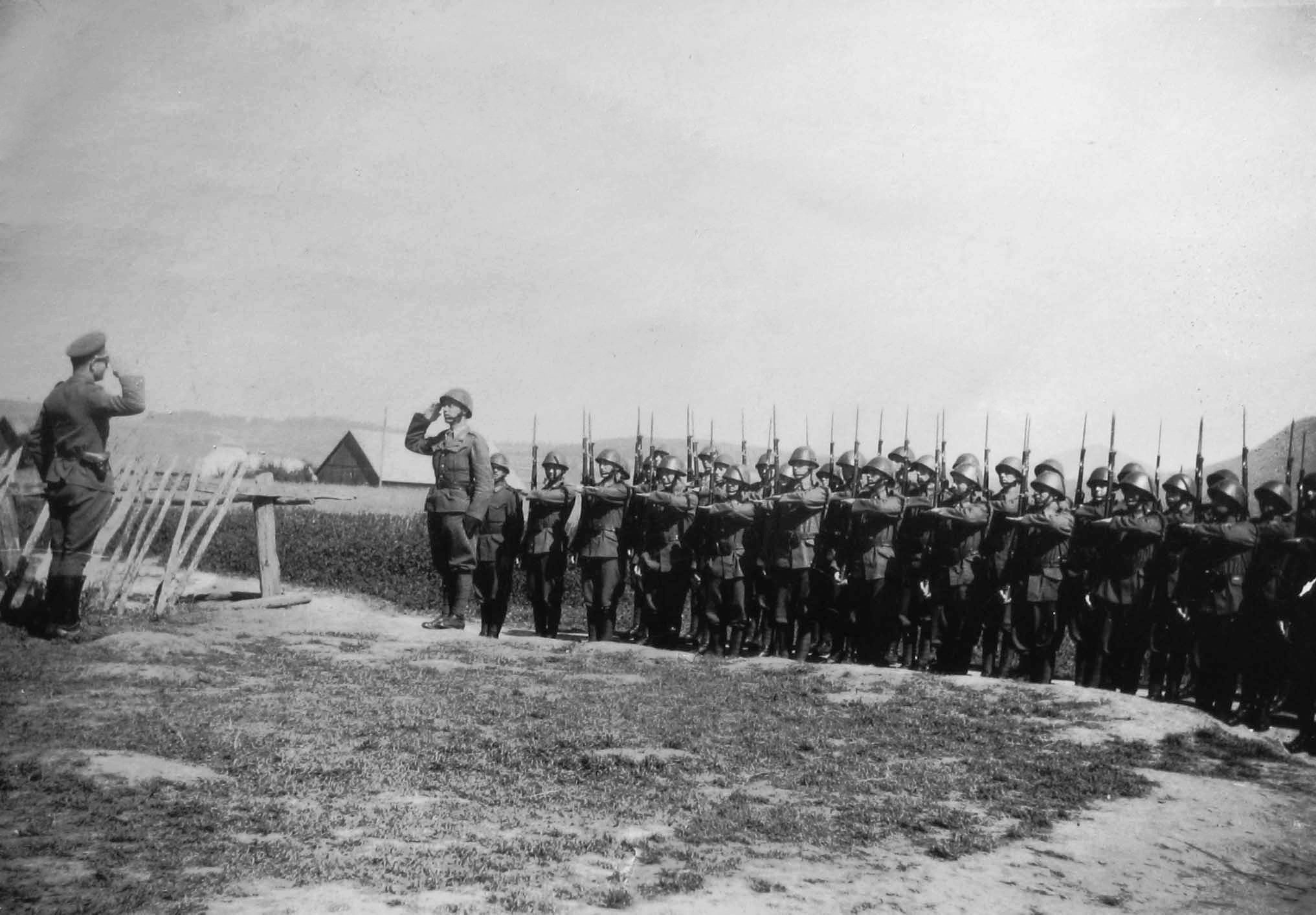
Żołnierze armii słowackiej walczący w słowackim powstaniu narodowym przeciwko Niemcom (1944)

Po powstaniu Pierwszej Republiki Słowackiej w marcu 1939 roku, zaczęto tworzyć przy pomocy niemieckiej misji wojskowej jej siły zbrojne. Po Wojsku Czechosłowacji przejęto organizację sił zbrojnych, uzbrojenie lekkie (karabinki vz. 24 i karabiny maszynowe ZB vz. 26), i częściowo zmodyfikowane umundurowanie, aczkolwiek pozostawiając ze względów praktycznych hełmy vz. 32. Również oficerowie pochodzili z dawnej armii czechosłowackiej.

## 1939
Chrztem bojowym dla dopiero co powstałej armii słowackiej była krótkotrwała wojna z Węgrami. Do sierpnia 1939 roku Słowacja utworzyła trzy dywizje piechoty o strukturze trójpułkowej, z dodatkowymi oddziałami rozpoznawczymi i jednostkami artylerii o trakcji konnej. W sierpniu 1939 roku tworzyły one Armię Polową „Bernolak”. Na początku września do armii włączono dodatkowo Grupę Szybką „Kalinčak”.
Podczas słowackiego ataku na Polskę w czasie kampanii wrześniowej armia słowacka zajęła między innymi Zakopane, Nowy Targ, Czorsztyn, Jaworzynę, Krynicę, Tylicz, walczyła również w okolicach Sanoka i Dukli.

## 1940–1941
24 listopada 1940 roku Słowacja przystąpiła do paktu trzech, po Węgrzech i Rumunii. Po ataku Niemiec na ZSRR również Słowacja włączyła 23 czerwca 1941 roku swoją armię sprzymierzoną z Wehrmachtem do walki. Na front wschodni wysłano Korpus Armijny, w składzie 1 i 2 dywizji piechoty, Zgrupowania Szybkiego (przemianowanego następnie w Brygadę Szybką) i oddziałów wsparcia. Łącznie Korpus liczył 40 393 żołnierzy, 695 ciężarówek, 2011 innych pojazdów mechanicznych.
Słowackie dywizje piechoty, z powodu słabego wyposażenia, nie walczyły na froncie. Zostały wykorzystane do ochrony linii komunikacyjnych. Jedynie Brygada Szybka została wykorzystana na froncie. W sierpniu 1941 roku dywizje piechoty powróciły na Słowację. Przeszły reorganizację, i na ich bazie utworzono Dywizję Ochrony (dwa pułki piechoty, pułk artylerii konnej, batalion rozpoznawczy, pluton samochodów pancernych, w sumie 6000 żołnierzy), oraz Dywizję Szybką (dwa słabe pułki piechoty zmotoryzowanej, pułk artylerii w składzie trzech batalionów, batalion rozpoznawczy, batalion czołgów, uzbrojony w 32 czołgi PzKpfw 38(t) i 21 czołgów LT-40). Jednostki te posiadały dowództwo słowackie, jednak wchodziły w skład niemieckich związków operacyjnych.
Dywizja Szybka walczyła pod Kijowem, gdzie wsławiła się odwagą, uczestniczyła również wraz z 5 Dywizją Pancerną SS „Wiking” w zdobyciu Rostowa nad Donem. Następnie została skierowana do walk na Kubaniu i Kaukazie.

## 1942
W 1942 roku rząd słowacki zaproponował sformowanie trzeciej dywizji, w celu utworzenia Korpusu Słowackiego, jednak władze niemieckie nie były tym zainteresowane.
We wrześniu 1942 roku armia słowacka liczyła 16 700 żołnierzy na froncie wschodnim, i 23 500 w kraju. Po bitwie stalingradzkiej Dywizja Szybka osłaniała odwrót wojsk niemieckich z Kaukazu, została odcięta pod Krasnodarem, jednak przebiła się kosztem dużych strat osobowych i utraty całego sprzętu ciężkiego. Wkrótce straty zostały uzupełnione przez Niemców – dywizja otrzymała 37 czołgów PzKpfw 38(t), 16 czołgów PzKpfw II Ausf. F, 7 czołgów PzKpfw III Ausf. N, 18 niszczycieli czołgów Marder III.
W tym czasie Dywizja Ochrony zabezpieczała szlaki komunikacyjne na Ukrainie.

## 1943–1945
W 1943 roku Dywizja Szybka została przeformowana w 1 Dywizję Piechoty i przeznaczona do ochrony wybrzeża. Ponieważ nastąpiły dezercje, rząd słowacki zaproponował przeniesienie jednostki do Europy Zachodniej lub na Słowację, jednak Niemcy odmówili. W 1944 roku przekształcono Dywizję Ochrony w brygadę budowlaną, zorganizowano dwie nowe dywizje piechoty i rozpoczęto formowanie trzeciej. Miały być one przeznaczone do obrony linii Arpada.
Po wybuchu słowackiego powstania narodowego w sierpniu 1944 roku, Niemcy wycofali z frontu Dywizję Szybką i rozbroili ją, to samo uczynili z nowo utworzonymi jednostkami. Po upadku powstania wojska wierne rządowi słowackiemu, wraz z Gwardią Hlinkową, podporządkowano bezpośrednio dowództwu niemieckiemu.
W lutym 1945 roku do jednostek słowackich należał również Korpus Techniczny, w składzie 4 brygad (1 – południowe Węgry, 2 – Włochy, 3 i 4 – Słowacja). Oprócz nich istniało 30 kompanii Gwardii Hlinkowej, 12 batalionów Obrony Krajowej. Oprócz tych jednostek 2000 Słowaków służyło w Luftwaffe, oraz 850 ludzi w jednostkach budowlanych. Większość jednostek wycofała się ze Słowacji wraz z Niemcami.